# Weston in Gordano
Weston in Gordano est une paroisse civile et un village du Somerset, en Angleterre.